# Lorenz Müller
Lorenz Müller (Magonza, 18 febbraio 1868 – Monaco di Baviera, 1º febbraio 1953) è stato un erpetologo tedesco.

## Biografia
Müller studiò dapprima arte e si rencò infine a Parigi, in Belgio e nei Paesi Bassi. Fin dalla prima giovinezza egli fu affascinato dai terrari e studiò numerosi anfibi e rettili. Due incontri decisivi furono quelli con gli scienziati Oskar Boettger (1844–1910) e Willy Wolterstorff (1884–1943), che promossero decisamente il lavoro di ricerca erpetologica di Müller.
Lorenz Müller iniziò come illustratore presso la Zoologische Staatssammlung München (Collezione zoologica statale di Monaco di Baviera). Poiché la divisione erpetologica però non aveva alcun conservatore, nel 1903 egli divenne curatore.  Questa molto grossa ed estesa raccolta contiene, fra l'altro, preparati di Johann Baptist von Spix e di Johann Georg Wagler. Sotto la direzione di Müller dal 1912 la sezione erpetologica si ingrandì costantemente.
Dal 1909 al 1910 Lorenz Müller prese parte a una spedizione in Amazzonia. Nel 1928 egli divenne curatore capo della divisione zoologica della collezione statale di Monaco. 
Durante la prima guerra mondiale Müller prestò servizio nei Balcani e spese la maggior parte del suo tempo nel lavoro di ricerca erpetologica.
Negli anni venti Müller compì intensi studi sui Podarcis delle Isole Baleari. Egli descrisse molte nuove sottospecie, tra le quali la oggi scomparsa forma Podarcis lilfordi rodriquezi.
Nel 1948 egli lasciò la direzione della divisione erpetologica a Walter Hellmich e si dedicò alla distrutta Collezione zoologica di stato di Monaco di Baviera.
Nel 1953 morì all'età di 85 anni a causa di una bronchite.
Müller pubblicò oltre 100 articoli scientifici su rettili e anfibi.

## Opere (selezione)
(in lingua tedesca, salvo diverso avviso)
- Ueber einen neuen Gecko aus Kamerun und eine neue colubrine Schlange aus Centralchina. In: Zoologischer Anzeiger Leipzig. 1907, Volume 31, S. 824–830 (biodiversitylibrary.org)
- Beiträge zur Herpetologie Kameruns, 1910
- Zoologische Ergebnisse einer Reise in das Mündungsgebiet des Amazonas: Allgemeine Bemerkungen über Fauna und Flora des bereisten Gebietes. Band 1. Verlag der Bayerischen Akademie der Wissenschaften, 1912
- (EN)  On a new species of the genus Pipa from Northern Brazil. In: Annals And Magazine of Natural History. 1914, Volume 14, S. 101–102 (biodiversitylibrary.org)
- Über neue und seltene Mittel- und Südamerikanische Amphibien und Reptilien, 1923
- Forschungsreisen Stromers in den Wüsten Ägyptens. V. Tertiäre Wirbeltiere: 1. Beiträge zur Kenntnis der Krokodilier des ägyptischen Tertiärs. Verlag der Bayerischen Akademie der Wissenschaften, 1927 (mit Bernhard Peyer, Wilhelm Weiler und Kálmán Lambrecht)
- Liste der Amphibien und Reptilien Europas. Abhandlungen der Senckenbergischen Naturforschenden Gesellschaft. Heft 41(1):S. 1–62, 1928 (mit Robert Mertens)
- Reptilien und Amphibien (Wissenschaftliche Ergebnisse der Deutschen Gran Chaco-Expedition) Bd. 1. (mit Walter Hellmich), Verlag Strecker und Schröder, Stuttgart, 1936